# Jack et Julie
Pour les articles homonymes, voir Jack and Jill.
Pour plus de détails, voir Fiche technique et Distribution.
Jack et Julie ou Jack et Jill au Québec (Jack and Jill) est un film américain de Dennis Dugan, sorti en 2011.

## Fiche technique
- Titre original : Jack and Jill
- Titre français : Jack et Julie
- Titre québécois : Jack et Jill
- Réalisation : Dennis Dugan
- Scénario : Steve Koren, Robert Smigel et Ben Zook
- Image : Dean Cundey
- Montage : Tom Costain
- Musique : Rupert Gregson-Williams
- Production : Adam Sandler
- Pays d'origine :  États-Unis
- Langue : Anglais
- Genre : Comédie
- Durée : 91 minutes
- Dates de sortie :  
  -  États-Unis : 11 novembre 2011
  -  France : 25 janvier 2012
- Dates de sortie DVD :
  -  États-Unis : 6 mars 2012
  -  France : 20 juin 2012

## Distribution
- Adam Sandler (VF : Serge Faliu ; VQ : Alain Zouvi) : Jack Sadelstein / Julie Sadelstein (Jill en V.O.)
- Katie Holmes (VF : Alexandra Garijo ; VQ : Aline Pinsonneault) : Erin Sadelstein
- Al Pacino (VF : José Luccioni ; VQ : Marc Bellier) : lui-même
- Rohan Chand (VQ : Xiao-Yi Hernan) : Gary Sadelstein
- Elodie Tougne (VQ : Lou Axelrad) : Sofia Sadelstein
- Eugenio Derbez (VQ : Hugolin Chevrette-Landesque) : Felipe / la grand-mère de Felipe
- Nick Swardson (VF : Jérôme Pauwels ;  VQ : Olivier Visentin) : Todd
- Geoff Pierson (VQ : Denis Gravereaux) : Carter Simmons
- Allen Covert : Joel Farley / Otto
- Valerie Mahaffey (VF : Élisabeth Fargeot ; VQ : Johanne Garneau) : Bitsy Simmons
- Norm MacDonald (VQ : Antoine Durand) : Funbucket
- David Spade (VF : Emmanuel Curtil ; VQ : Marie-Ève Soulard La Ferrière) : Damien Farley / Monica
- Johnny Depp (VF : Bruno Choel ; VQ : Gilbert Lachance) lui-même
- Tim Meadows : l'employé de bureau
- Dana Carvey : le marionnettiste
- Natalie Gal : la prof de gym
- John McEnroe : lui-même (caméo)
- Regis Philbin : lui-même (caméo)
- Dan Patrick : lui-même (caméo)
- Gad Elmaleh (VF : lui-même) : Xavier, le cuisinier d'Al Pacino
- Shaquille O'Neal  (VF : Gilles Morvan) : lui-même (caméo)

Sources : Version française (V. F.), Version québécoise (V. Q.)

## Autour du film
- Avant même sa sortie aux États-Unis, Jack et Julie a déjà été parodié deux fois par la série South Park, qui le comparait aux comédies familiales Monsieur Popper et ses pingouins, Zookeeper et à d'autres films dans lesquels « le président est un canard ou un chien ou quelque chose du genre ».
- Dennis Dugan a été choisi pour réaliser le film, ce qui en fait sa septième collaboration avec Adam Sandler après Happy Gilmore (1996), Big Daddy (1999), Quand Chuck rencontre Larry (2007), Rien que pour vos cheveux (2008), Copains pour toujours (2010) et Le Mytho (2011)[1].

## Réception

### Accueil critique
Dès sa sortie en salles, Jack et Julie a rencontré dans l'ensemble des critiques très négatives dans les pays anglophones, obtenant un pourcentage de 3 % sur le site Rotten Tomatoes, basé sur 88 commentaires et une note moyenne de 2.6⁄10 et un score de 23⁄100 sur le site Metacritic, basé sur 26 commentaires, ce qui lui vaut d'être nommé à douze reprises aux Razzie Awards (dont deux où deux acteurs ou actrices furent nommés dans la même catégorie)  ,.

### Box-office
Jack et Julie démarre à la seconde place du box-office américain dès sa première semaine avec 29 millions de dollars de recettes, dont 25 millions rien que pour son premier week-end d'exploitation. Après seize semaines à l'affiche, il totalise 74,1 millions de dollars de recettes en fin d'exploitation aux États-Unis. Les recettes internationales sont à peu près similaires au résultat américain, avec 75,5 millions , portant le cumul des recettes mondiales à 149,6 millions de dollars . Toutefois, les recettes sont assez décevantes par rapport aux précédents films avec Adam Sandler, soit Copains pour toujours et Le Mytho, qui ont respectivement rapporté 271 millions de dollars  et 214 millions de dollars au box-office mondial.

## Distinctions
Le film bat un record lors du palmarès de la 32e cérémonie des Razzie Awards en remportant un prix dans chaque catégorie. Il l'« emporte » ainsi dans les catégories :
- Pire film
- Pire réalisateur
- Pire acteur pour Adam Sandler dans le rôle de Jack
- Pire actrice pour Adam Sandler dans le rôle de Jill
- Pire second rôle masculin pour Al Pacino
- Pire second rôle féminin pour David Spade dans le rôle de Monica
- Pire couple à l'écran entre Adam Sandler avec, au choix, Katie Holmes, Al Pacino ou Adam Sandler
- Pire préquelle, remake, reboot ou suite (le film se rapprochant très étrangement de Louis ou Louise)
- Pire scénario pour Adam Sandler, Ben Zook, Steve Koren et Robert Smigel
- Pire casting